# Suchocin (województwo mazowieckie)
Suchocin – wieś sołecka w Polsce, położona w województwie mazowieckim, w powiecie legionowskim, w gminie Jabłonna.
Prywatna wieś szlachecka, położona w Księstwie Mazowieckim, w 1739 roku należała do klucza Nowy Dwór Lubomirskich. W latach 1975–1998 miejscowość położona była w województwie warszawskim.
Wierni Kościoła rzymskokatolickiego należą do parafii Świętych Apostołów Piotra i Pawła w Nowym Dworze Mazowieckim.